# Улад-Айса
Улад-Айса (араб. أولاد عيسى‎, фр. Ouled Aïssa) — коммуна на севере Алжира, на территории вилайета Бумердес, округа Насирия.

## Географическое положение
Коммуна находится в северной части вилайета, на высоте 355 метра над уровнем моря.
Коммуна расположена на расстоянии приблизительно 79 километров к востоку от столицы страны Алжира и в 43 километрах к востоку от административного центра вилайета Бумердеса.

## Демография
По состоянию на 2008 год население составляло 7 685 человек.
Динамика численности населения коммуны по годам:
| 1977  | 1987  | 1998  | 2008  |
| ----- | ----- | ----- | ----- |
| 4 098 | 6 827 | 6 773 | 7 685 |